# Celso Otero
Celso Otero Quintás (Montevideo, 1 de fevereiro de 1959) é um ex-futebolista profissional uruguaio, que atuava como goleiro.

## Carreira
Celso Otero fez parte do elenco da Seleção Uruguaia de Futebol da Copa do Mundo de 1986